# Kostel Všech svatých (Janov)
Kostel Všech svatých se nachází v centru vsi Janov u Mladé Vožice v okrese Tábor v Jihočeském kraji. V roce 1963 byl kostel vyhlášen kulturní památka.

## Historie a popis
Mezi památkově chráněné objekty byla budova zařazena jednak díky pravděpodobnému obsahu středověkých stavebních konstrukcí, významná je však především barokní úprava kostela.
Jedná se o jednolodní kostel obklopený hřbitovem s ohradní zdí, který v místním soudním okresu stával již ve 14. století jako kostel farní. Během husitských válek janovská fara zanikla, kostelu zůstala pouze funkce filiální a patří do římskokatolické farnosti Mladá Vožice. Z původního gotického kostela se zachovala jen věž a kamenná křtitelnice, kostel pak byl znovu vystavěn v roce 1725. Křtitelnice byla objevena ve zdi při rekonstrukci kostela roku 1936 a svým tvarem i materiálem je velmi podobná křtitelnici ve Střížkově, která prokazatelně sloužila při křtu Jana Žižky.
Západní průčelí ukončuje čtyřboká věž, nad jižním portálem se dochoval nápis s chronogramem, podle nějž je stavba kostela datována. Rokokový hlavní oltář pochází z druhé poloviny 18. století a nad svatostánkem obraz nesou andělé. Po stranách vítězného oblouku jsou umístěny barokní obrazy svatého Jiljí a svatého Šebestiána z doby přelomu 17. a 18. století.
Součástí budovy je kněžiště a sakristie, na kůru jsou umístěny varhany s 19 viditelnými píšťalami.